# Изложба „Други београдски Бијенале цртежа и мале пластике”
Изложба „Други београдски Бијенале цртежа и мале пластике” се одржала у периоду од 17. јула до 20. августа 1995. године у Уметничком павиљону „Цвијета Зузорић” у Београду.
У оквиру Другог Бијенала, у периоду од 18. јула до 1. августа 1995. године, је одржана изложба „Успомена на Стевана Кнежевића” чији је аутор била Мирна Гаврилов у салону Музеја савремене уметности у Београду.

## Организациони одбор
Организациони одбор „Другог београдског Бијенала цртежа и мале пластике” су чинили:
- Милан Блануша, председник
- Мирољуб Стаменковић, заменик председника
- Милорад Тепавац
- Бранко Раковић
- Слободан Роксандић
- Александар Ђурић
- Слободан Кнежевић Аби
- Звонко Тилић
- Наталија Целовић

## Жири за награде
На Бијеналу су додељене награде за цртеж и малу пластику, одлуку је донео петочлани жири:
- Милан Блануша
- Милорад Тепавац
- Катарина Амброзић
- Љубица Миљковић
- Бојана Бурић

На изложби „Успомена на Стевана Кнежевића” је додељена награда за цртеж (Тодор Стевановић) и малу пластику (Олга Јанчић), одлуку је донео петочлани жири:
- Катарина Амброзић, председник
- Љубица Миљковић
- Бојана Бурић
- Мирољуб Стаменковић
- Александар Ђурић

## Излагачи
1. Маја Анђелковић
2. Александра Антић
3. Ђорђе Арнаут
4. Аурелија Луи Јурчич
5. Божидар Бабић
6. Миливоје Бабовић
7. Бојана Бан
8. Бојан Бем
9. Едуард Белић
10. Ана Бешлић
11. Жарко Бјелица
12. Жељко Бјелица
13. Клод Блејни
14. Миливоје Богатиновић
15. Владимир Богдановић
16. Зоран Богдановић
17. Никола Богдановић
18. Анђелка Бојовић
19. Оливера Брдарић
20. Филип Буловић
21. Драгољуб Варајић
22. Габриела Васић
23. Чедомир Васић
24. Здравко Велован
25. Милун Видић
26. Селена Вивковић
27. Милош Сарам Вујановић
28. Срђан Вукајловић
29. Зоран Вуковић
30. Никола Вукосављевић
31. Љубомир Вучинић
32. Жарко Вучковић
33. Петар Гајић
34. Богдан Главић
35. Љиљана Палфи Гранић
36. Станислав Гранић
37. Дејан Грба
38. Звонко Грмек
39. Божидар Дамјановски
40. Јулија Дашић
41. Војимир Дедеић
42. Фатима Дедић
43. Драган Деспотовић
44. Пал Дечов
45. Драган Димитријевић
46. Зоран Димовски
47. Душан Динић
48. Веселин Драшковић
49. Наташа Дробњак
50. Јасна Грујић Дулић
51. Живко Ђак
52. Вера Ђенге
53. Душан Ђокић
54. Теодора Ђорђевић
55. Петар Ђуза
56. Селма Ђулизаревић
57. Стојан Ђурић
58. Мартин Ердеш
59. Владета Живковић
60. Сања Жигић
61. Синиша Жикић
62. Вера Зарић
63. Марија Илић
64. Радован Јандрић
65. Бранка Кнежевић Јанковић
66. Љубодраг Јале Јанковић
67. Милош Јанковић
68. Никола Коко Јанковић
69. Олга Јанчић
70. Душан Јевтовић
71. Миодраг Јелача Јелачић
72. Миомир Јеремић
73. Милена Костић Ничева Јефтић
74. Биљана Јовчић
75. Маја Јоцков
76. Едита Кадирић
77. Јасмина Калић
78. Гордана Одановић Каљаловић
79. Маријана Каралић
80. Дарја Качић
81. Божидар Кићевић
82. Драган Кићовић
83. Јозеф Клаћик
84. Весна Кнежевић
85. Радомир Кнежевић
86. Славенка Ковачевић
87. Милица Којчић
88. Милинко Коковић
89. Владимир Комад
90. Емило Костић
91. Владислав Коцарев
92. Радован Крагуљ
93. Милан Краљ
94. Анета Краљић
95. Момчило Крковић
96. Мирјана Крстевска
97. Велизар Крстић
98. Славко Крунић
99. Бранка Кузмановић
100. Радован Кузмановић
101. Бурги Кухнеман
102. Љубомир Кукољ
103. Марко Лађушић
104. Ненад Лазовић
105. Љубомир Лацковић
106. Ранка Јанковић Лучић
107. Лидија Маринков
108. Младен Маринков
109. Анте Мариновић
110. Миле Циле Маринковић
111. Зоран Марјановић
112. Драгана Марковић
113. Душан Б. Марковић
114. Милан Р. Марковић
115. Елизабета Маторкић
116. Драган Милетић
117. Вукашин Миловић
118. Оливера Милорадовић
119. Лепосава Сибиновић Милошевић
120. Татјана Вондрачек Милутиновић
121. Бранко Миљуш
122. Јелена Минић
123. Светозар Мирков
124. Милорад Митић
125. Бранко Митровић
126. Александар Лека Младеновић
127. Миодраг Млађовић
128. Драган Мојовић
129. Жељка Момиров
130. Мирјана Мунишић
131. Миодраг Нагорни
132. Борислава Продановић Недељковић
133. Душан Нешковић
134. Гордан Николић
135. Јасна Николић
136. Љубица Николић
137. Звонко Новаковић
138. Милан Остојић
139. Тања Остојић
140. Ружица Беба Павловић
141. Слободан Парежанин
142. Бранимир Пауновић
143. Вишња Петровић
144. Мирјана Петровић
145. Ранко Пецикозић
146. Димитрије Пецић
147. Рајко Попивода
148. Миша Поповић
149. Ставрос Поптсис
150. Маријана Прентовић
151. Зоран Пурић
152. Миомир Радовић
153. Слободан Радојковић
154. Аница Радошевић
155. Јован Ракиџић
156. Бранко Раковић
157. Сања Рељић
158. Миодраг Роган
159. Миодраг Рогић
160. Драгана Русалић
161. Драган Самарџија
162. Дејан Сарић
163. Рада Селаковић
164. Срђан Симановић
165. Никола Симијановић
166. Миомир Славковић
167. Дијана Сладојевић
168. Слободан Словинић
169. Весо Совиљ
170. Весна Стајчић
171. Драгана Станаћев
172. Гордана Станишић
173. Сава Станков
174. Катарина Станковић
175. Небојша Неша Станковић
176. Милан Станојев
177. Милан Сташевић
178. Јовица Стевановић
179. Радош Стевановић
180. Тодор Стевановић
181. Игор Степанчић
182. Миливоје Стоиљковић
183. Добри Стојановић
184. Љиљана Стојановић
185. Војин Стојић
186. Милан Тарин Тепавац
187. Томислав Тодоровић
188. Драган Трајковски
189. Петар Ђурчић
190. Власта Филиповић
191. Тијана Фишић
192. Даниела Фулгоси
193. Сава Халугин
194. Мариела Цветић
195. Александар Цветковић
196. Драган Цветковић
197. Ђорђије Црнчевић
198. Гордана Чекић
199. Ребека Чешновар
200. Рада Чиупић
201. Весна Џакић
202. Петар Шушупић

## Излагачи по позиву
1. Срђан Апостоловић
2. Божидар Бабић
3. Миливоје Бабовић
4. Мрђан Бајић
5. Даница Баста
6. Бојан Бем
7. Ана Бешлић
8. Коста Богдановић
9. Анђелка Бојовић
10. Анка Бурић
11. Илија Бурић
12. Филип Буловић
13. Владимир Богдановић
14. Вера Поповић Божовић
15. Слободан Бојовић
16. Оливера Брдарић
17. Саша Буквић
18. Чедомир Васић
19. Здравко Велован
20. Милун Видић
21. Зоран Вуковић
22. Милун Видић
23. Зоран Вуковић
24. Никола Вукосављевић
25. Ратко Вулановић
26. Милица Вучковић
27. Дејан Грба
28. Горан Гвардиол
29. Станислав Гранић
30. Нандор Глид
31. Миле Грозданић
32. Зоран Димовски
33. Веселин Драшковић
34. Љубомир Дренковић
35. Наташа Дробњак
36. Војимир Дедеић
37. Пал Дечов
38. Перица Донков
39. Нада Денић
40. Божидар Дамјановски
41. Драган Димитријевић
42. Марица Драгојловић
43. Петар Ђурђевић
44. Живко Ђак
45. Петар Ђуза
46. Вера Зарић
47. Александар Зарин
48. Бора Иљовски
49. Драгана Илић
50. Олга Јеврић
51. Олга Јанчић
52. Душан Јевтовић
53. Бранка Јанковић
54. Никола Јанковић
55. Љубодраг Јале Јанковић
56. Вида Јоцић
57. Мира Јуришић
58. Милица Којчић
59. Велизар Крстић
60. Гордана Каљаловић
61. Јасмина Калић
62. Дарија Качић
63. Божидар Кићевић
64. Весна Кнежевић
65. Радомир Кнежевић
66. Јожеф Клаћик
67. Драган Кићовић
68. Момчило Крковић
69. Владимир Комад
70. Мирко Кукуљ
71. Радован Крагуљ
72. Добривоје Крговић
73. Јован Ото Лого
74. Ратко Лалић
75. Веља Михаиловић
76. Миодраг Млађовић
77. Здравко Мирчета
78. Душан Марковић
79. Миле Циле Маринковић
80. Душан Микоњић
81. Елизабета Маторкић
82. Драгана Марковић
83. Младен Маринковић
84. Бранко Миљуш
85. Анте Мариновић
86. Зоран Марјановић
87. Александар Младеновић
88. Зоран Миладиновић
89. Вукашин Миловић
90. Миленко Мандић
91. Татјана Вондрачек Милутиновић
92. Драган Мојовић
93. Звонко Новаковић
94. Миодраг Нагорни
95. Гордан Николић
96. Предраг Нешковић
97. Душан Оташевић
98. Борислава Продановић Недељковић
99. Димитрије Пецић
100. Вишња Петровић
101. Зоран Поповић
102. Миодраг Мића Поповић
103. Миша Поповић
104. Бранимир Пауновић
105. Миленко Првачки
106. Јован Ракиџић
107. Радомир Рељић
108. Славољуб Цаја Радојчић
109. Сања Рељић
110. Михаило Ракита
111. Миодраг Рогић
112. Јован Сивачки
113. Слободан Словинић
114. Драгана Станаћев
115. Милица Стевановић
116. Милан Сташевић
117. Срђан Симановић
118. Тодор Стевановић
119. Весо Совиљ
120. Војин Стојић
121. Душан Суботић
122. Љиљана Стојановић
123. Добри Стојановић
124. Игор Степанчић
125. Мића Стоиљковић
126. Зоран Тодовић
127. Урош Тошковић
128. Тома Тодоровић
129. Раша Тодосијевић
130. Слободан Трајковић
131. Венија Турински
132. Петар Ђурчић
133. Власта Филиповић
134. Иван Фелкер
135. Зоран Фуруновић
136. Садко Хаџихасановић
137. Александар Цветковић
138. Миша Цветичанин
139. Ђорђије Црнчевић
140. Божидар Чугурић
141. Рада Чиупић
142. Илија Шошкић